# Чен, Джон
Джон Чен (англ. John Chen; род. 10 июня 1986, Куала-Лумпур) — новозеландский пианист малайзийского происхождения.
На протяжении одиннадцати лет занимался под руководством Рэй де Лайл, одного из ведущих педагогов Новой Зеландии. В 2003 г. выиграл Конкурс пианистов имени Льва Власенко в Брисбене, в 2004 г. стал самым молодым победителем в истории Сиднейского международного конкурса пианистов. Выступал с концертами в Австралии, Новой Зеландии, странах Европы, в том числе в составе фортепианного трио. Записал два альбома с произведениями Клода Дебюсси, Мориса Равеля и Анри Дютийё.